# Mahanarva indicata
Mahanarva indicata är en insektsart som beskrevs av William Lucas Distant 1909. Mahanarva indicata ingår i släktet Mahanarva och familjen spottstritar. Inga underarter finns listade i Catalogue of Life.